# Justyna Białasek
Justyna Białasek (ur. 14 maja 1980) – polska piłkarka.
Zawodniczka Stilonu Gorzów, następnie w AZS Wrocław i ponownie w Stilonie. Z drużyną akademiczek trzykrotnie wywalczyła mistrzostwo Polski (2003, 2004 i 2005) i dwukrotnie Puchar Polski (2002/2003, 2003/2004). Także w barwach wrocławskiego klubu wystąpiła w trzech edycjach Pucharu UEFA kobiet rozgrywając 11 spotkań i strzelając dwie bramki.
Reprezentantka Polski, debiutowała 27 marca 2004. Uczestniczka eliminacji do Mistrzostw Europy 2005. W kadrze A wystąpiła łącznie 8 razy.